# Brachysetodes quadrifidus
Brachysetodes quadrifidus is een schietmot uit de familie Leptoceridae. De soort komt voor in het Neotropisch gebied.